# Mineralogie
Die Mineralogie oder Mineralienkunde, veraltet auch Oryktognosie (zu neugriech. oryktó „Mineral“ aus altgriech. oruktón „Ausgegrabenes“ sowie altgriech. gnõsis „das Erkennen; die (Er-)Kenntnis, Wissen; Untersuchung, Nachforschung“), beschäftigt sich mit der Entstehung und den Eigenschaften von Mineralen. Heute umfasst der Begriff, oft spezifiziert als Technische Mineralogie, auch die materialwissenschaftliche Basis der Verwendung, Verarbeitung und Bearbeitung von mineralischen Werkstoffen, die man früher unter dem veralteten Begriff Lithurgik beschrieb.
Minerale sind die überwiegend anorganischen Bausteine der Gesteine; sie sind durch eine charakteristische chemische Zusammensetzung und eine bestimmte geometrische Kristallstruktur gekennzeichnet.

## Geschichte der Mineralogie
Die Mineralogie entwickelte sich aus Erkenntnissen des Bergbaus und der Naturphilosophie der Griechen. Bergbau begann im Jungpaläolithikum mit dem Abbau von Ton für die Herstellung von Keramik. Als Menschen mit der Metallherstellung begannen (Bronzezeit, Kupferzeit, Eisenzeit), beschäftigten sie sich mit Kupfererz und Zinkerz und später mit Eisenerz.
In der Antike wurde Mineralogie durch eine philosophische Herangehensweise – oft von Universalgelehrten – betrieben, wobei durchaus exakte Naturbeobachtungen einflossen. So leitete Thales von Milet um 600 v. Chr. aus Beobachtungen von Sedimentationsprozessen und von vulkanischen Aktivitäten Theorien zur Mineralbildung ab; damit legte er einen Grundstein für die Entwicklung der Mineralogie als Wissenschaft. Plinius der Ältere verfasste im Jahr 77 n. Chr. die Naturalis historia, in der sich fünf von insgesamt 37 Bänden der Mineralogie widmeten.
Im Mittelalter entwickelte sich die Mineralogie dann stärker zu einer angewandten Wissenschaft, die dem Bergbau diente.
So führte Avicenna (Abū Alī al-Husayn ibn Abdullāh ibn Sīnā) um 1000 n. Chr. das erste Klassifikationssystem für Minerale ein (Salze, Schwefel, Metalle und Steine), das von Albertus Magnus 1269 durch sein lagerstättenkundliches Werk „De rebus metallicis et mineralibus libri V“ ergänzt wurde. Daneben war die mittelalterliche Mineralogie stark durch die Alchimie beeinflusst. Die neuzeitliche Mineralogie fußt hingegen nur auf empirischen Beobachtungen. Sie begann 1556 mit der Veröffentlichung von De re metallica libri XII durch Georgius Agricola (1494–1555, „Vater der Mineralogie“ genannt) und der Gemmarum et lapidum historia von 1609 durch Anselmus de Boodt (1550–1632).
Bis um 1800 war Mineralogie ein Hobby (meist) wohlhabender Einzelgelehrter; später wurden mineralogische Institute an Universitäten eingerichtet, an denen bedeutende Mineralogen dieser Zeit wie z. B. Abraham Gottlob Werner (1749–1817) und Friedrich Mohs (1773–1839) lehrten. Im Zuge der Industrialisierung nahmen Metallproduktion und Bergbau stark zu.
Im 20. Jahrhundert wandelte sich die Mineralogie durch die Implementierung physikalischer und chemischer Methoden von einer qualitativen zu einer quantitativen Wissenschaft. Experimente wurden im Vergleich zu Feldbeobachtungen immer wichtiger. Zudem wurde die Anwendung von Mineralen und ihren synthetischen Analoga in der Technik immer bedeutsamer; heute ist sie das Hauptarbeitsfeld für Mineralogen.

## Untersuchungsgegenstand

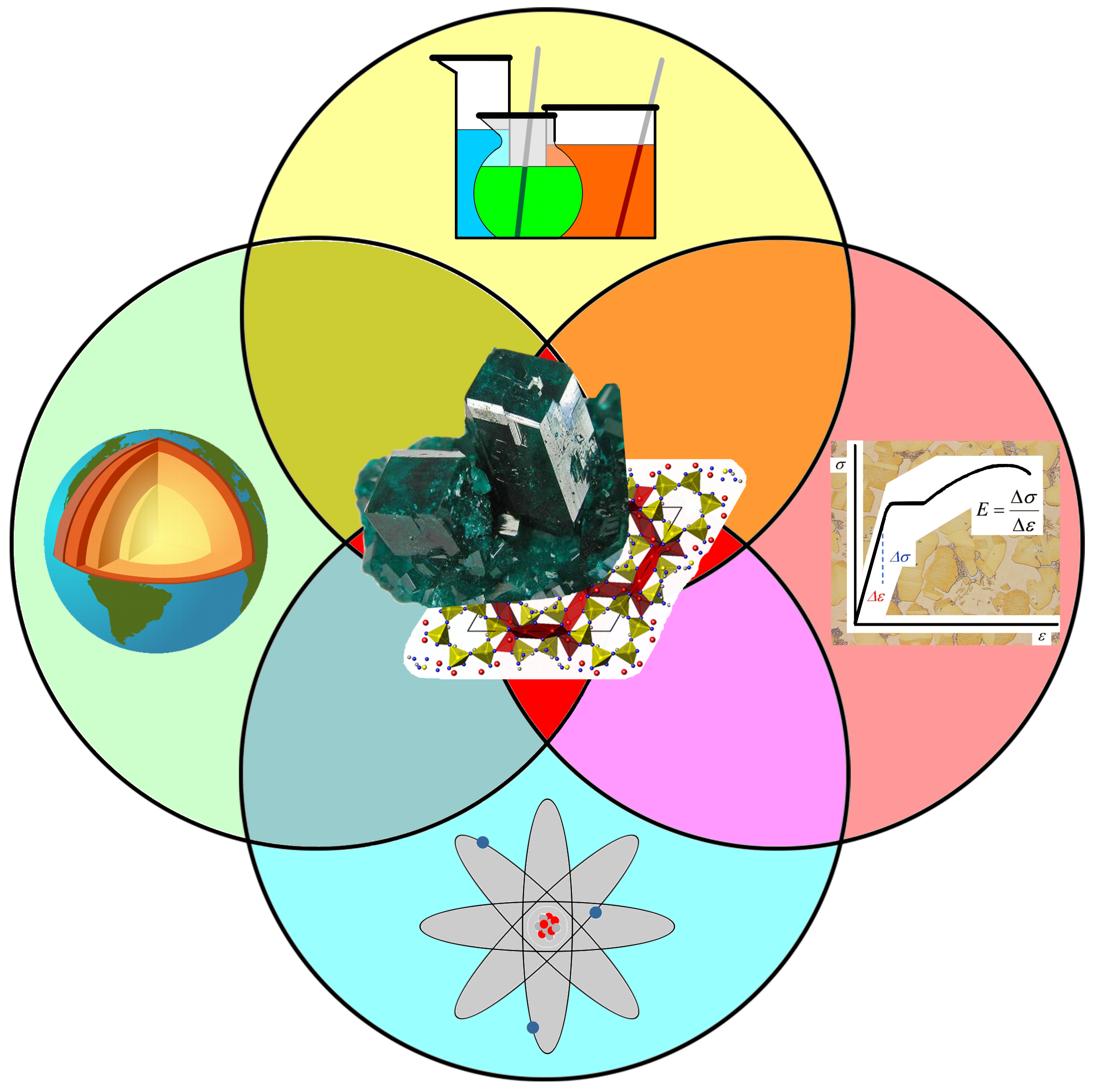
Stellung der Mineralogie zwischen Chemie, Physik, Geologie und Werkstoffwissenschaften

Die Mineralogie ist die Materialwissenschaft unter den Geowissenschaften. Sie nimmt somit eine Brückenstellung zwischen der Geologie, der Chemie, der Physik und der Werkstoffwissenschaft ein.
Die Mineralogie untersucht, zu welchem Zeitpunkt, mit welcher Geschwindigkeit, unter welchem Druck und bei welcher Temperatur, in welcher chemischen Umgebung und durch welche Prozesse Minerale entstanden sind (Geothermobarometrie). Diese Informationen sind wichtige Bausteine für die Rekonstruktion der Entwicklung der Erde und des Universums, aber auch für die Synthese von Mineralen für technische Zwecke, z. B. von Diamant. Mineralogen erforschen die mechanischen, optischen, thermischen, elektrischen, magnetischen und chemischen Eigenschaften der Minerale, um neue Nutzungsmöglichkeiten zu erschließen. Die Härte als wichtigste mechanische Eigenschaft spielt bei der Entwicklung mineralischer Hartstoffe wie Bornitrid oder Sialon, bei der Erforschung von Erdbeben und bei der Aufbereitung mineralischer Rohstoffe eine Rolle. Optische Eigenschaften werden bei der Herstellung von Yttrium-Aluminium-Granat-Lasern genutzt. Thermische Eigenschaften sind für die Entwicklung von Ceran-Kochfeldern auf der Basis des Li-Silikats Petalit von Bedeutung. Die hohe Dielektrizitätskonstante von Glimmern wird z. B. in Bügeleisen als elektrische Isolierung genutzt, die Piezoelektrizität des Quarzes für die Konstruktion von Uhren. Der Ferrimagnetismus des Magnetits ermöglicht eine Rekonstruktion des Erdmagnetfeldes und damit der Bewegung der Kontinente für vergangene Erdzeitalter. Die chemische Zusammensetzung von so genannten Pfadfindermineralen hilft bei der Prospektion und Exploration von Lagerstätten.

## Untersuchungsmethoden
Die Gesteinsansprache im Feld mit Lupe und Salzsäure ist auch noch heute der erste Schritt vieler mineralogischer Untersuchungen. Dabei steht die exakte Beschreibung des Gefüges, der Textur und des Mineralbestandes im Vordergrund. Teilweise werden auch Methoden der Spektroskopie, z. B. die Mößbauer-Spektroskopie im Zinnbergbau, bereits im Gelände eingesetzt. Im Labor erfolgt dann die Aufbereitung der Proben: So werden Dünnschliffe oder Anschliffe für die Polarisationsmikroskopie im Durchlicht bzw. Auflicht hergestellt. Dabei werden Gesteine im Durchlicht und Erze im Auflicht untersucht. Das übrige Probenmaterial wird auf Korngrößen kleiner als 63 µm aufgemahlen. Für die chemische Analyse der Gesamtprobe wird oft die Röntgenfluoreszenzanalyse verwendet, für Punktanalysen arbeitet man mit der Mikrosonde oder der Laser-Ablations-Massenspektrometrie. Die Identifikation der einzelnen Minerale erfolgt mit Beugungsmethoden wie der Röntgendiffraktometrie oder der Neutronenbeugung. Die Bindungsverhältnisse im Mineral werden mit spektroskopischen Methoden wie der IR-Spektroskopie, der Raman-Spektroskopie, der Elektronenspinresonanz oder der Kernspinresonanz untersucht. Die Morphologie der Minerale kann durch die Rasterelektronenmikroskopie genauer beschrieben werden. Defekte im Kristallgitter lassen sich mit der Transmissionselektronenmikroskopie sichtbar machen. In der technischen Mineralogie werden oft die Differentialthermoanalyse und die Thermogravimetrie eingesetzt, um das Verhalten und die Reaktionen der Minerale während eines Aufheizprozesses zu untersuchen. Die technische Mineralogie und die experimentelle Petrologie bedienen sich oft der Kristallzüchtung, um unter Verwendung natürlicher Vorbilder synthetische Werkstoffe herzustellen bzw. um magmatische Prozesse zu simulieren.

## Teildisziplinen
- Allgemeine Mineralogie
  - Kristallographie
  - Petrologie
    - Petrographie

  - Geochemie
  - Kosmochemie
- Spezielle Mineralogie
  - Gemmologie
  - Tonmineralogie
- Angewandte Mineralogie
  - Technische Mineralogie
  - Lagerstättenkunde
  - Umweltmineralogie
  - Archäometrie

## Studiengänge
Zum Wintersemester 2008/09 stellte mit der Universität Mainz die letzte deutsche Hochschule den eigenständigen Diplomstudiengang Mineralogie ein. Seitdem ist die Mineralogie entweder eine Vertiefungsrichtung des Master-Studienganges Geowissenschaften (zum Beispiel an der TU Bergakademie Freiberg bzw. Friedrich-Schiller-Universität Jena) oder ein eigener Master-Studiengang (Materialwissenschaftliche Mineralogie (Universität Bremen), Mineralogie und Materialwissenschaft (Universität Leipzig), Geomaterialien und Geochemie (Ludwig-Maximilians-Universität München und TU München in Kooperation)). Dabei handelt es sich stets um konsekutive Studiengänge, die auf einem Bachelor in Geowissenschaften (an der Universität Leipzig in Chemie) aufbauen. In mineralogischen Studiengängen werden neben Kenntnissen des Faches selbst auch Grundlagen und mineralogisch relevante Spezialbereiche der Mathematik (Gruppentheorie, Statistik), Chemie (Thermodynamik, Kinetik, Atommodelle), Physik (Festkörperphysik), Werkstoffwissenschaft (Keramik, Glas, Zement, Kristallzüchtung), Informatik (Programmiersprachen) und Geologie (Tektonik, Sedimentologie, Historische Geologie) vermittelt. In der deutschen Hochschulpolitik ist die Mineralogie als Kleines Fach eingestuft.

## Berufsfelder
Mineralogen arbeiten überwiegend in der rohstoffverarbeitenden Industrie (Glas, Keramik, Feuerfest, Baustoffe, Bindemittel, Steine und Erden, chemische Industrie, Schleifmittel, Elektronik, Herstellung optischer Bauteile, Papierindustrie). Daneben gibt es auch Tätigkeitsfelder im Umweltschutz, im Bergbau, in der Düngemittel-, Pharma- und Schmuckindustrie sowie in der Denkmalpflege. Auch in außeruniversitären Instituten der angewandten Forschung zu anorganischen Werkstoffen, wie beispielsweise bei der Fraunhofer-Gesellschaft, finden sich viele Mineralogen. Außerdem bietet der öffentliche Dienst in Form von Universitäten, Forschungsinstituten und Behörden Arbeitsmöglichkeiten.